# コオル老王

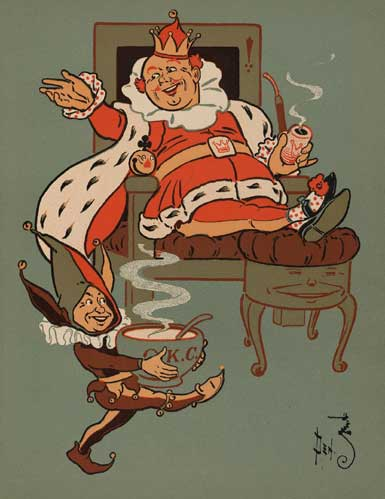
マザー・グースのコオル老王

コオル老王（ - ろうおう。コール王とも。Old King Cole）は、英国を中心とした英語圏の童謡であるマザー・グースの1編、および英国ケルトの伝説上の王である。

## 童謡の歌詞

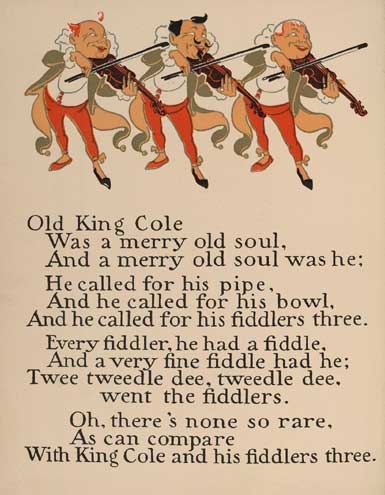
バイオリン弾きと童謡の原詩

マザー・グースでは次のように歌われている。
お年寄りのコオル王は愉快なお爺《じっさ》、
愉快なお爺《じっさ》、
すぐにパイプめして、お酒杯《さかずき》めしてね、
そして胡弓《こきゅう》ひきを三人ほどおめしで。
どれの胡弓ひきもよい胡弓もちでよ、
中で一番なは王さまの胡弓よ、
　ツウイ・ツウイズル・デイ、ツウイズル・デイ。……
それそれ胡弓ひきがひきだしたよ、おききな。
だれにくらびょうか、めったにまたなかろ、
コオル王さまとその胡弓ひきよね。
（北原白秋訳『まざあ・ぐうす』より引用）

## 歴史上のコール王
歴史上のコール王、またはシール王にはいくつかの候補がいる。

### コルチェスターの創始者説
ひとりは英国エセックスのコルチェスターの創始者で、その町はその名にちなんで名づけられたという。3世紀に生きていたらしい。コルチェスターとは「コールの城」という意味である。彼の伝説は、しばしば Matter of Britain に現れるアーサー王と円卓の騎士の物語を含んでいる。コルチェスターには同じ名前の二人の統治者がいたようだ。シール・ゴドヘボグ別名コール大王、そしてコオル老王ことシール・ヘンである。どちらの王もはっきりとしたことはほとんど知られていない上、ほんとうに二人だったのか、実は一人なのか、あるいはどちらも伝説に過ぎないのか、それすら明確ではない。別の伝説では、彼はキュノベリヌスすなわちシェークスピアのシンベリンと関係付けている。

### ブリテン王説
モンマスのジョフリーは彼の著書『ブリテン列王伝』Historia Regum Britanniaeにコール王をアスクレピオドトス王に続くブリトンの王であると記した。ウェールズの時代史には、彼の名はシール・ヘン・ゴドヘボグであると書かれている。可能性のある二人の名を合成したものであろう。モンマスの記すところでは、シールはディオクレティアヌスの虐殺へのアスクレピオドトスの対応に怒りを覚え、彼が公爵に叙せられていたキールコリム（コルチェスター）公爵領で反乱を起こした。彼は戦闘の中でアスクレピオドトスと相まみえ、彼を殺した。そうしてブリテンの王位を奪ったのだった。ローマはブリテンに新たな王が立ったことに脅威を感じたらしく、元老院議員コンスタンティウス・クロルスを使節としてシールに送った。ローマ人を恐れたシールはコンスタンティウスに面会し、彼がブリテン王に留まることを認める間は、供物を納めローマ法に従うことに同意した。コンスタンティウスはこれらの条件を認めたが、しかしその一ヶ月後シールは歿する。コンスタンティウスはシールの娘ヘレナを娶り、彼自身の手でヘレナをシールの世継ぎとして戴冠させた。ヘレナは後に一子をもうけ、その子は長じてコンスタンティヌス大帝となるのであった。なお、ブリテン列王伝は歴史的に正確ではないと考えられていることに注意されたい。

### 北ブリテンのhigh king説
デイビッド・ナッシュ・フォードとピーター・Ｌ・ケスラーは、コールは、ローマ人が軍隊をブリテンから撤退させた時代である紀元350年～420年頃に存在した北ブリテンのhigh king、シール・ヘンだと強く主張している。彼はローマ領ブリトン公爵領の最後の領主であり、ローマ領ブリテンの北部地方であった部分を統治するためにエブラクム（ヨーク）にあった首都を奪い取った。北部ブリテンのほとんどのケルトの王、及びウェールズの王は彼の末裔である。例えばレゲド王がそれに当たる。彼はグウィネズ王国の創始者クネッダの義父であると考えられている。

### ケルト神話の戦神説
もうひとつの可能性は、コールはケルト神話の戦神カミュルスであるというものである。コルチェスターの古い名はカミュロデュナムであるが、「カミュル」が口蓋音化して「カウュル」→「カウル」→「コール」に変化したというのもありえないことではない。特に、ケルト語ではありうることだ。もしカミュルスがコールであるならば、コルチェスター（「コールの要塞」を意味するラテン語から来ている）とカミュロデュナム（ブリソン諸語のケルト語で「カミュルスの要塞」を意味する）は同義語ということになる。ラテン語の形はケルト語の借用翻訳ということはありうる。

## その他
- 米国では、コール王（石炭王）といえば、アパラチア地方の経済で炭鉱採掘業が中心を占めていることを指す隠喩である。深南部で木綿王というのと同じ意味合いである。
- カナダには、コール王という名前の紅茶のブランドがある。
- アメリカの推理小説家、ジョン・ディクスン・カーの作品に登場する名探偵のギデオン・フェル博士は、作品中でよくコール王に例えられている。
- ドイツのコール元首相は、その名前からよくコール王に例えられたようである[4]。
- アメリカのジャズ・ピアニストで歌手のナット・キング・コール（Nat King Cole、本名:ナサニエル・アダムズ・コールズ）は、その芸名はコール王にちなんで名付けられたものである[4]。